# Hermannia macrnychus
Hermannia macrnychus är en kvalsterart som beskrevs av Trägårdh 1907. Hermannia macrnychus ingår i släktet Hermannia och familjen Hermanniidae. Inga underarter finns listade i Catalogue of Life.